# Cap Toi
Le cap Toi (都井岬, Toi-misaki) est un site naturel de la préfecture de Miyazaki au Japon, situé à Kushima sur la côte du Nichinan bordant l’océan Pacifique. Le site est réputé pour sa beauté et pour les chevaux sauvages qui l'arpentent librement. Une bande de terre au cœur du cap Toi comprenant le mont Ōgi et la colline Komatsu,,, sont classés monument naturel national par l'agence pour les Affaires culturelles,.